# Буканьеры
Буканьеры — пираты, нападавшие на испанские флотилии в Карибском море во второй половине XVII века.
Ныне термин «буканьер» часто используется вообще как синоним понятию «пират». Первоначально буканьеры объединялись в более многочисленные группы, склонные нападать на прибрежные города, ограничиваясь действиями в Карибском море, в отличие от более поздних пиратских команд, которые приплыли в Индийский океан по маршруту Пиратского круга в конце XVII столетия.

## История
Термин «буканьер» происходит от аравакского слова «buccan», обозначающего деревянную раму для копчения и поджарки мяса. Для этих целей в основном использовалось мясо ламантина. От этого слова образовалось французское «boucane» и далее от него «boucanier», обозначающее французских охотников, также использовавших подобные приспособления для копчения мяса дикого рогатого скота и свиней на Гаити. Английские колонисты англифицировали слово и начали использовать его в пиратской деятельности.
Буканьерами были моряки-дезертиры, среди которых преобладали французы, а также беглые слуги из испанских колоний в Америке. Приблизительно в 1630 году некоторые французы были изгнаны с острова Гаити на соседнюю Тортугу. Испанцы попытались выдавить их и оттуда, но к новоявленным пиратам присоединились множество других французов, голландцев и англичан, которые стали довольно удачно пиратствовать против испанских судов, используя свои охотничьи навыки при нападении на испанские галеоны в Наветренном проливе. Постепенно они стали настолько грозной силой, что даже приплывали на побережье испанской Америки и грабили местные города.
Английские поселенцы, населяющие Ямайку, начали распространять слово buccaneer со значением «пираты». Название окончательно приняло это значение позже — в 1684 году, — когда был издан первый английский перевод книги Александра Эксквемелина «Пираты Америки».
Из Лондона буканьерство рассматривали как низкобюджетный способ ведения войны с главным конкурентом Англии — Испанией. Поэтому английская корона «лицензировала» пиратов, выдавая им корсарские патенты, легализуя их действия и требуя взамен часть награбленной добычи. Пираты приглашались губернатором Ямайки Томасом Модифордом, который позволял им базировать свои суда в Порт-Ройале. Пираты грабили испанские корабли и колонии, возвращались в Порт-Ройал с богатой добычей, делая город самым преуспевающим в Карибском море. Были снаряжены специальные офицеры Королевского флота, как Кристофер Мингс, заданием которых было руководить этими головорезами. Их действия продолжались независимо от того, находилась ли Англия в состоянии войны с Францией или Испанией или нет.
Среди лидеров буканьеров были двое французов: Жак Давид Но (более известный как Франсуа Олоне) и Даниэль Монбар. Последний уничтожил столько испанских судов и убил столько испанцев, что его назвали «Истребителем» (англ. Exterminator). Другим известным лидером был валлиец по имени Генри Морган, ограбивший Маракайбо, Портобело и Панаму. Впоследствии он стал богачом и вернулся в Англию, где был посвящён в рыцари Карлом II.
В 1690-х годах прежние районы буканьерства начали постепенно «вымирать», так как европейские правительства начали отказываться от политики «никакого мира вне линии». Пиратами стало трудно управлять, они могли втянуть страны в нежелательные войны. Резко возрастала нетерпимость к пиратам со стороны местных карибских властей, поэтому буканьеры были вынуждены либо заняться легальной работой, либо присоединиться к большим пиратским флотилиям, уходившим в поисках счастья в Индийский океан, на восточное побережье Северной Америки или к Западной Африке.

## Правовой статус
Статус буканьеров как пиратов или каперов был неоднозначен. Как правило, буканьеры называли себя каперами, и многие плавали под защитой патента, предоставленного британскими, французскими или голландскими властями. Например, Генри Морган имел некоторую форму юридического прикрытия для всех его нападений и выразил большое негодование по поводу того, что губернатор Панамы назвал его «корсаром». Однако эти грубые люди мало беспокоились о юридических тонкостях и использовали каждую возможность, чтобы награбить испанского золота, было ли у них при себе каперское свидетельство или нет.
Многие подобные документы, используемые пиратами, были юридически недействительны. Однако в ту неграмотную эпоху даже такую бумагу можно было выдать за действующую лицензию. Кроме того, даже те, у кого были настоящие каперские свидетельства, часто не соблюдали их условий. К примеру, нападение того же Генри Моргана 1671 года на Панаму нисколько не было разрешено его документом от губернатора Ямайки. Правовой статус буканьеров был далее затенён практикой испанских властей, которые расценивали их как еретиков и преступников и, таким образом, отправляли всех пойманных пиратов на виселицу независимо от того, лицензировались ли их нападения французскими или английскими монархами или нет, — в Испании пираты подпадали под церковную инквизицию.
Одновременно с этим британские и французские губернаторы были склонны закрывать глаза на нападения буканьеров на испанцев, даже при отсутствии у них каперского патента. Однако, как только испанская власть уменьшилась к концу 17-го столетия, пираты стали нападать на французские суда и грабить торговые корабли, курсировавшие между Англией с испанской Америкой. Купечество, ранее расценивавшее буканьеров как защиту от испанцев, теперь видели в них угрозу своей торговле. Естественно колониальные власти стали гораздо враждебнее к буканьерам. Эти изменения в политической сфере больше чем что-либо ещё положили конец пиратству в Карибском море.

## Образ жизни буканьера
За сто лет до Французской революции общество буканьеров жило по принципам свободы, равенства и братства. Деление на «твоё» и «моё» было весьма условным. Здесь всё считалось общим. Свои вещи буканьеры никогда не прятали и не запирали. При случае каждый мог взять без спроса в любом букане всё, что ему нужно. Те, кто хотел вступить в общество буканьеров, должен был забыть о старых привычках и даже отказаться от своего фамильного имени и безоговорочно подчиняться законам товарищества. Новичкам давали шутливое или серьёзное прозвище, которое порой переходило к потомкам. Выходили из братства после женитьбы.
Сами буканьеры практически не заботились о своём внешнем виде и были неприхотливы в одежде. Носили рубахи и панталоны из толстого льняного полотна, вечно запачканные кровью животных. Каждый буканьер имел одного или, иногда, и нескольких слуг. Главным занятием у буканьеров считалась охота на буйволов. Для охоты каждый член братства держал от двадцати до тридцати собак.
В поселении или лагере избирался глава, который мог быть также низложен всеобщим голосованием. Часто он же был и капитаном пиратского судна. Команда, а не капитан, решала, нападать ли на одинокое судно или флот.
Добыча делилась на равные доли, — капитан получал согласованную часть добычи для корабля плюс ещё часть денежного вознаграждения (обычно пять или шесть долей). У команды принципиально не было никакого регулярного заработка. «Награда» определялась только из их «вклада» в общий грабёж. Эта система позже была названа «нет покупок, нет платы» Модифордом или «нет добычи, нет награды» Эксквемелином. Среди пиратов-буканьеров был сильный боевой дух. Это, вкупе с их огромной численностью, позволяло побеждать им в сражениях и битвах.
В течение некоторого времени среди буканьеров существовала даже система гарантий в виде социального страхования и в определённом масштабе компенсации за боевые ранения.

## Боевые действия

### На море
Первоначально буканьеры использовали маленькие лодки, чтобы тайно нападать на испанские галеоны и подняться на борт прежде, чем могла быть сыграна тревога. Буканьеры были опытными стрелками и быстро убивали рулевого и бортовых офицеров. Репутация буканьеров как жестоких убийц росла до тех пор, пока большинство жертв не стало сдаваться в надежде на то, что их пощадят. Что, в конечном итоге, часто (хотя и не всегда) происходило.

### На суше
Когда совершался набег на города, буканьеры не приплывали в гавань и не бомбардировали форт, что, как правило, делали военно-морские силы. Вместо этого они тайно вытаскивали свои суда на берег так, чтобы противник их не видел, проходили по суше и нападали на города со стороны тыла, который обычно был менее укрепен. Такая тактика была рассчитана на скорость и внезапность.